# Pierre du Moulin
Pour les articles homonymes, voir Du Moulin, Dumoulin et Pierre Dumoulin (homonymie).
Ne doit pas être confondu avec Pierre Du Moulin.
Pierre du Moulin , mort le 3 octobre 1451 au château de Balma, est un prélat français du XVe siècle, archevêque de Toulouse.

## Biographie
Pierre du Moulin est le frère de Denis du Moulin, archevêque de Toulouse de 1423 à 1439. D'abord juge d'appeaux et maître des requêtes, il occupe aussi la place de garde du sceau et de vice-chancelier pour le roi en Languedoc. Après la nomination de son frère comme évêque de Paris en 1439, Pierre lui succède sur le siège archiépiscopal de Toulouse. 
Il fait embellir le palais archiépiscopal et fait remanier la façade occidentale de la cathédrale Saint-Etienne, en faisant construire en 1450 par l'architecte Marin Baudry un grand portail de style flamboyant, où l'on place la statue de son frère et la sienne,. En 1451 il cherche asile dans le château de Balma, à cause de la peste qui ravage Toulouse. Il est enterré dans la cathédrale Saint-Étienne où sa plate-tombe avec son effigie gravée au trait est conservée . 